# آنا كارينينا (فلم)
آنا كارنينا (بالإنجليزية: Anna Karenina) هو فيلم دراما أُصدر في المملكة المتحدة سنة 2012. الفيلم من إخراج جو رايت وكتابة ليو تولستوي.

## القصة
في القرن التاسع عشر، تتورّط امرأة روسيّة أرستقراطيّة وجميلة ولكنّها متزوجة في علاقة حبّ مُحرّمة مع الكونت الثريّ «فرونسكي».

## الممثلون والشخصيات
- كيرا نايتلي بدور أنا كارنينا
- جود لو بدور أليكسي كارينين
- أرون جنسون بدور فرونسكاي
- كيلي ماكدونالد بدور دولي

## الميزانية والإيرادات
بلغت تكلفة إنتاج الفيلم حوالي £31 مليون بينما حقق أرباحا تقدر بـ 60,658,910 دولار.

## وصلات خارجية
- مقالات تستعمل روابط فنية بلا صلة مع ويكي بيانات